# Андрей Манолов
Андрей (Андрея) Манолов Димитров (също назоваван и Екимов) е видна личност от Габрово, учител, депутат в Учредителното събрание в Търново.

## Биография
Роден е на 28 юни 1842 г. в Габрово. Син е на Манол Димитров и Васила Екимова. През 1860 г. се записва в Одеската семинария като стипендиант на Одеското българско настоятелство. Три години по-късно се записва да учи във Физико-математическия факултет на Московския университет. Завършва право в Юридически факултет на Московския университет, Русия (1872).
Той е първият дипломиран юрист и съдия в Габрово. Става председател на давие мезлиши (окръжния съдебен съвет) в Габрово.
През 1872 г. заедно с Цанко Дюстабанов заминава за Цариград, където се занимава с юридически дела по наследството на Никола Н. Априлов (племенник на Васил Априлов).
Андрей Манолов е бил учител в Габрово от 1 август 1875 г. до 1 август 1877 г. Учител е по аритметика, алгебра и физика в Априловската гимназия. Същевременно преподава и в Девическата гимназия в града. Арестуван за участието си в Априлското въстание. По време на Освободителната война съставя топографска карта.
След Освобождението е назначен за член на Търновския губернски съд. Избран е за депутат в Учредителното събрание в Търново през 1879 г. от специалната квота на Императорския руски комисар – княз Александър Дондуков-Корсаков. Става член на Русенския апелативен съд (1878 – 1880). Член е бил и на Върховния касационен съд (? - ?). От 1884 до 1885 г. е член на Висшия учебен съвет при Министерството на народното просвещение. Редактор на „Църковен вестник“ (1901 – 1902).
Починал на 12 януари 1913 г. в София.